# Entomacrodus vomerinus
O Entomacrodus vomerinus é uma espécie de peixe pertencente à família Blenniidae, conhecida por sua presença em águas costeiras e subtropicais. Este pequeno peixe, que pode atingir até 7,9 cm de comprimento, é encontrado no litoral do Brasil, incluindo áreas como o Maranhão, onde habita ambientes marinhos rasos.

## Características Físicas

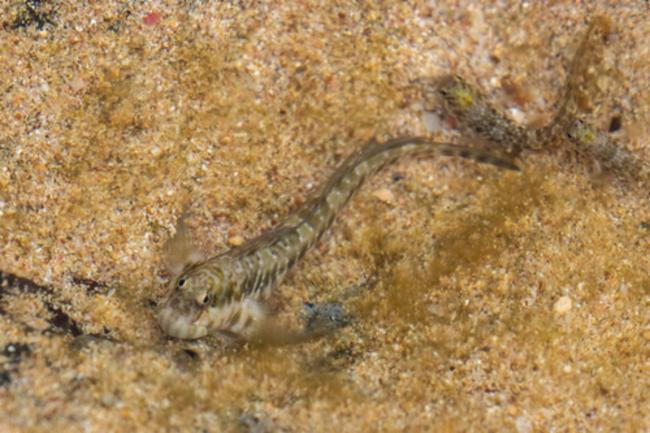
Fotógrafo: Thomaz de Carvalho Callado

Ele possui um corpo alongado e adaptado para viver entre rochas e recifes próximos à costa. Sua coloração pode variar, geralmente apresentando tons que ajudam na camuflagem contra predadores. Como outros membros da família Blenniidae, ele possui dentes especializados que facilitam sua alimentação e sobrevivência em habitats litorâneos.

## Distribuição e Habitat
Esta espécie é predominantemente marinha e demersal, ou seja, vive próxima ao fundo do oceano. No Maranhão, o Entomacrodus vomerinus pode ser encontrado em piscinas naturais e áreas protegidas, onde se abriga entre rochas e corais. Sua capacidade de respirar fora da água por curtos períodos permite que sobreviva em ambientes de transição entre o mar e a terra.

## Alimentação e Comportamento
O Entomacrodus vomerinus é um peixe ovíparo, o que significa que se reproduz por meio de ovos. Seus ovos são demersais e adesivos, ficando presos ao substrato marinho por meio de uma estrutura filamentosa. Os adultos são frequentemente encontrados em áreas protegidas, onde se alimentam de pequenos organismos marinhos e algas.

## Importância Ecológica
Por ser uma espécie que habita regiões costeiras, o Entomacrodus vomerinus desempenha um papel fundamental no equilíbrio ecológico desses ambientes. Ele contribui para o controle populacional de pequenos invertebrados e serve de alimento para predadores maiores. Além disso, sua presença indica a saúde ambiental das áreas onde vive.

## Estado de Conservação
De acordo com a Lista Vermelha da IUCN, este tipo de peixe é classificado como Pouco Preocupante (LC), indicando que sua população não está em risco significativo de extinção. No entanto, a degradação dos habitats costeiros e a poluição marinha podem representar ameaças futuras para essa espécie.